# 김민석 (성악가)
김민석(1990년 9월 23일~)은 대한민국의 테너 성악가이다.
한국예술종합학교 성악과를 졸업했으며 (김영미 교수 사사) 중앙음악콩쿠르 우승, 대구 성악콩쿠르, 수원대학교 콩쿠르 등 국내 유수의 콩쿠르에서 우승해 주목받았다.
2020년 JTBC의 크로스오버 남성 사중창 그룹 결성 오디션 프로그램 팬텀싱어 시즌 3에 출연해서 레떼아모르의 멤버로 결승에 진출하여 최종 3위를 차지하였다.
2023년부터 단독 활동을 시작하여 아리아 앨범 《Aria D’amore》를 발표하며 콘서트 활동 등 다양한 활동을 하고 있다.

## 학력
- 한국예술종합학교 성악과

## 활동 그룹
- 2016~2019 유 엔젤 보이스
- 2020~2021 레떼아모르 (Letteamor)

## 수상
- 2009년 수원대학교콩쿠르 금상
- 2009년 안양대학교콩쿠르 금상
- 2018년 제44회 중앙음악콩쿠르 남자 성악부문 1위[1]
- 2018년 광주 성악 콩쿠르 3위[2]
- 2018년 대구 성악 콩쿠르 최우수상[3]

## 공연
- 2019. 2. 테너 김민석 독창회(서울 국제아트홀)[4]
- 2020. 7. 오페라 카니발 2020(서울 예술의 전당 콘서트홀)
- 2020. 8. 오페라 카니발 2020 앙코르(서울 롯데콘서트홀)
- 2020. 8. 팬텀싱어 3 갈라 콘서트(서울, 대구)
- 2020. 10. 디아트원의 사랑을 노래하다 가을의 팬텀(서울 롯데콘서트홀)
- 2020. 10. 오페라 카니발 2020 춘천(강원 춘천문화예술회관)
- 2020. 10. 팬텀싱어 갈라콘서트(일산, 부산)
- 2020. 10. 사랑을 노래하다 가을의 팬텀 2 / 사랑을 노래하다 가을의 팬텀 앙코르(서울 롯데콘서트홀)
- 2020. 11. 팬텀싱어 앙코르 갈라콘서트(서울)
- 2020. 12. BMW 언택트 콘서트 BMW YEAR-END UNTACT CONCERT(서울)
- 2021. 3. 팬텀 오브 클래식 2021(서울)
- 2021. 3. 올 댓 베토벤 & 팬텀(서울)
- 2021. 3. 팬텀 오브 클래식 2021 앙코르(서울)
- 2021. 4 ~ 6. 단독콘서트 YOU＇RE MY EVERYTHING (고양, 성남, 수원, 대전, 부산 각 2회)
- 2021. 4. 김민석 김바울 듀오콘서트 Because of you(서울)
- 2021. 4. 오페라스타 2021(서울)
- 2021. 5. Voice of Phantom(서울)
- 2021. 5 / 6. 팬텀싱어 올스타전 갈라 콘체르토(서울)
- 2021. 6. 파리를 사랑하는 이유 오페라 & 뮤지컬 (서울)
- 2021. 7. 오페라 카니발 2021 - 고풍의 아리아 (서울)
- 2021. 7. 미니앨범 발매 기념 콘서트 <Wish> (서울)
- 2021. 8. 팬텀 오브 디 오케스트라 (서울)
- 2021. 9. <The Most Beautiful Thing> with 레떼아모르
- 2022. 12. <광명장애청년 다소니&루멘챔버오케스트라의 제 5회 정기연주회> (광명)
- 2021. 12. <Great Adios 2021 with Letteamor> (서울 3회)
- 2023. 01. <2023 신년음악회 : 비엔나 인 서울> (서울)
- 2023.04.01 테너 김민석 첫 단독 콘서트 〈Aria D’amore〉롯데콘서트홀

## 방송

### TV
- 2020. 4~7. JTBC 《팬텀싱어》 시즌 3
- 2020. 9. JTBC 《히든싱어》 - 레떼 아모르 출연
- 2020. 9. KBS 《열린 음악회》 - 레떼 아모르 출연
- 2021. 1. KBS 《열린 음악회 - 신년특집》 - 레떼아모르 출연
- 2021. 1. JTBC 《팬텀싱어 3 갈라콘서트》
- 2021. 1. ~ 4. JTBC 《팬텀싱어 올스타전》 - 레떼아모르 출연
- 2021. 1. SBS 《신년특집 세기의 대결 AI vs 인간》 - 레떼아모르 출연
- 2021. 5. TBS 《518 민주화 운동 기념식》 - 레떼아모르 출연
- 2021. 5. KBS 《열린 음악회》
- 2021. 5. KBS 《열린 음악회》 - 레떼 아모르 출연
- 2021. 6. KBS 《아침마당 - [월요토크쇼 명불허전] 4인 4색 천상의 하모니》- 레떼아모르 출연
- 2021. 7. KBS 《유희열의 스케치북》- 레떼아모르 출연
- 2021. 8.  KBS 8.15 특별기획 <해양영토 더 큰 대한민국> - 레떼아모르 출연
- 2021. 8. KBS 《열린 음악회》- 레떼아모르 출연

### 라디오
- 2020. 8. 네이버 Now 《라비의 퀘스천마크》 - 레떼 아모르 출연
- 2020. 8. EBS FM 《이승열의 세계음악기행》 - 레떼 아모르 출연
- 2020. 9. SBS 러브 FM 《이숙영의 러브FM》 - 레떼 아모르 출연
- 2020. 9. EBS FM 《정세운의 경청 - 가을밤 미니 콘서트 Fall in Love with 레떼 아모르》 - 레떼 아모르 출연
- 2020. 9. 네이버 Now 《점심 어택》 - 레떼 아모르 출연
- 2020. 10. SBS 파워FM 《두시탈출 컬투쇼》 - 레떼 아모르 출연
- 2020. 10. SBS 파워FM 《최화정의 파워타임》 - 레떼 아모르 출연
- 2020. 12. SBS 파워FM 《최화정의 파워타임》 - 레떼 아모르 출연
- 2021. 4. 네이버 Now 《점심 어택》 - 레떼아모르 출연
- 2021. 6. 네이버 Now 《쌩수다》 - 레떼아모르 출연
- 2021. 6. TBS eFM 《스윗 랑데뷰》 - 레떼아모르 출연
- 2021. 6. 네이버 Now 《퀘스천마크》 - 레떼아모르 출연
- 2021. 7. SBS 파워FM 《김영철의 파워 FM》 - 레떼아모르 출연
- 2021. 7. EBS FM 《이승열의 세계음악기행》 - 레떼아모르 출연
- 2021. 9. 네이버 Now 《응수CINE》- 레떼아모르 출연

## 음원 및 음반 발매
- 2020 JTBC <팬텀싱어> 디지털 싱글 음원 《그림자는 길어지고》, 《Se Fossi Aria》, 《D'Amore》, 《La Tua Semplicità》, 《Senza Luce》, 《You and I (Vinceremo)》, 《High and Dry》, 《Oceano》, 《Love will never end》
- 소속그룹 레떼아모르 팬텀싱어 올스타전 디지털 싱글 음원 《Story of my life》, 《내 생애에 아름다운》, 《Always》, 《태양을 피하는 방법》
- 2021년 디지털 싱글 음원 《Because of You》(with 김바울)
- 2021. 6. 소속그룹 레떼아모르 미니앨범 <WISH>
- 2021. 12. 소속그룹 레떼아모르 디지털 싱글 <이 별 빛>